# Ilona Antoniszyn
Ilona Galia Antoniszyn, poprzednio Antoniszyn-Klik (ur. 26 czerwca 1975 we Wrocławiu) – polska urzędniczka państwowa i samorządowa, polityk, w latach 2010–2011 wicewojewoda dolnośląski, w latach 2011–2015 podsekretarz stanu w Ministerstwie Gospodarki, w latach 2012–2015 sekretarz NKW Polskiego Stronnictwa Ludowego.

## Życiorys
Jest córką Emila Antoniszyna. W 1997 została Miss Polski Studentek.
W 1995 ukończyła V Liceum Ogólnokształcące im. Jakuba Jasińskiego we Wrocławiu. W latach 1995–2000 studiowała ekonomię na Europejskim Uniwersytecie Viadrina we Frankfurcie n. Odrą, zdobywając tytuł zawodowy magistra. W 2001 rozpoczęła studia podyplomowe na Akademii Dyplomatycznej w Wiedniu z dziedziny zagadnień instytucji i prawa Unii Europejskiej, stosunków międzynarodowych, dyplomacji, gospodarki światowej, międzynarodowego prawa oraz stosunków transatlantyckich. Doświadczenie zawodowe zdobywała m.in. w École nationale d’administration w Paryżu. W latach 2008–2010 pracowała w Urzędzie Marszałkowskim Województwa Dolnośląskiego, najpierw jako zastępca dyrektora Departamentu Rozwoju Regionalnego, następnie jako zastępca dyrektora Departamentu Europejskiego Funduszu Społecznego i Rozwoju Obszarów Wiejskich. 8 czerwca 2010 objęła funkcję wicewojewody dolnośląskiego. Była kandydatką PSL w wyborach do Parlamentu Europejskiego w 2009, na prezydenta Wrocławia podczas wyborów samorządowych w 2010 oraz na posłankę w wyborach parlamentarnych w 2011 i 2015.
24 listopada 2011 została powołana na stanowisko podsekretarza stanu w Ministerstwie Gospodarki, tym samym 23 listopada 2011 przestała pełnić funkcję wicewojewody. 17 listopada 2012 została sekretarzem Naczelnego Komitetu Wykonawczego PSL. Ponownie kandydowała z ramienia tej partii w wyborach do Parlamentu Europejskiego w 2014 oraz w tym samym roku w wyborach samorządowych do sejmiku dolnośląskiego, nie uzyskując mandatu. W listopadzie 2015 zakończyła pełnienie funkcji wiceministra gospodarki i sekretarza NKW PSL.
W kwietniu 2016 została pełnomocnikiem marszałka województwa dolnośląskiego ds. gospodarki. W tym samym roku przeszła następnie do pracy w polskim oddziale koncernu Volkswagen, w którym została doradcą zarządu.

## Odznaczenia
- Komandor Orderu Trzech Gwiazd (Łotwa, 2012)[7]
- Wielki Oficer Orderu Zasługi (Portugalia, 2012)[8]
- Order Krzyża Ziemi Maryjnej II klasy (Estonia, 2014)[9]
- Krzyż Wielki Orderu Zasługi Republiki Włoskiej (Włochy, 2014)[10]